# 大分香りの博物館
大分香りの博物館（おおいたかおりのはくぶつかん）は、大分県別府市に所在する、香りをテーマにした博物館である。2004年まで県内の別の場所で展示を行っていた「大分香りの森博物館」を引き継ぎ、2007年に開館した。

## 歴史
本館の前身と言える「大分香りの森博物館」は、1996年7月7日に大分市野津原町の平成森林公園に開館。しかし、交通の不便さなどから来館者数が伸び悩み、2004年10月より休館、2006年3月末を以って閉館となった。
別府大学は、創立100周年を記念して2007年にキャンパス隣接地に「大分香りの博物館」を開設。「大分香りの森博物館」の収蔵品3625点を県から貸与を受け展示している。2016年度には、公益社団法人におい・かおり環境協会から「におい・かおり環境賞」を受賞した。

## 展示内容
建物は3階建てで、1階は「香りプロダクトギャラリー」として香料の紹介や調合方法の解説、世界の香水の展示を行う。一部の香料や香水は試嗅することができる。エントランス、ミュージアムショップ、カフェも1階に位置する。博物館の裏手にはハーブガーデンに囲まれた天然温泉の足湯があり、2018年より別府八湯温泉道に参画している。
2階の「香りヒストリーギャラリー」ではアジアや西ヨーロッパ、オリエントなど世界から集めた蒸留器や香炉、香水瓶など香りにまつわる資料を系統的に展示。香りを医学や薬学の視点から捉えた研究資料の展示も行う。
3階ではオリジナル香水作りやアロマ体験ができ、特別展示室では企画展なども行う。

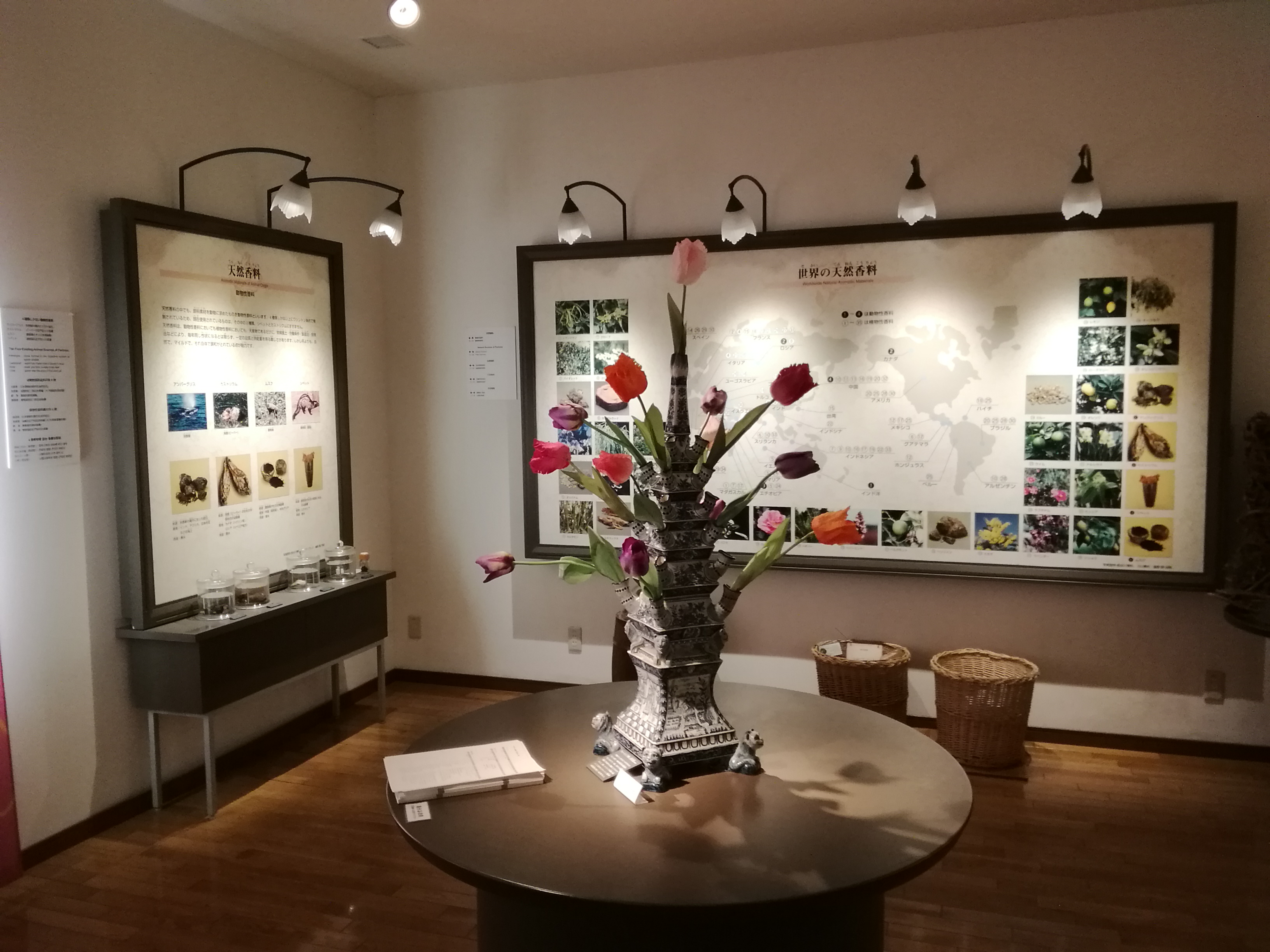
1階の展示
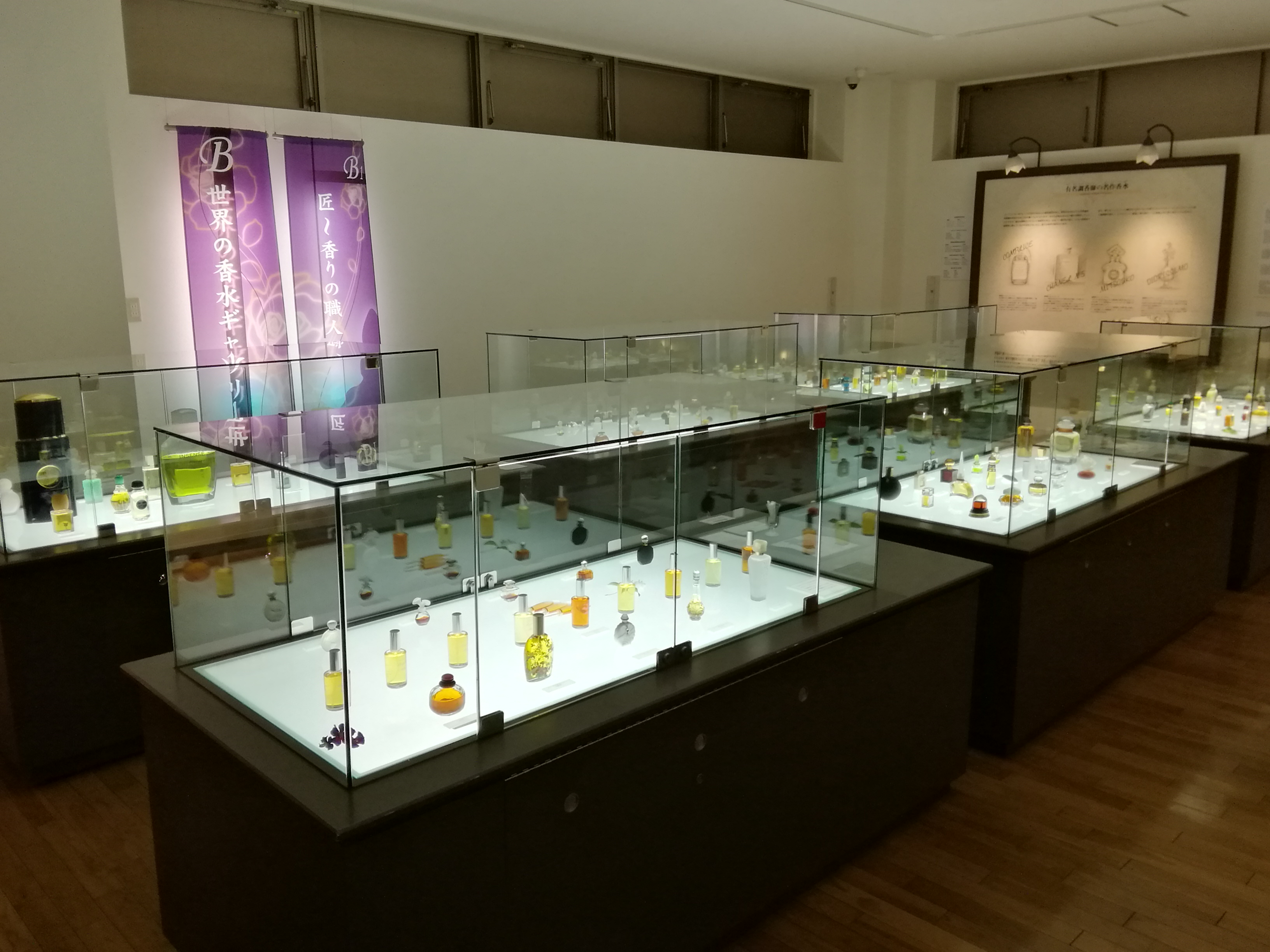
2階に展示されている香水コレクション
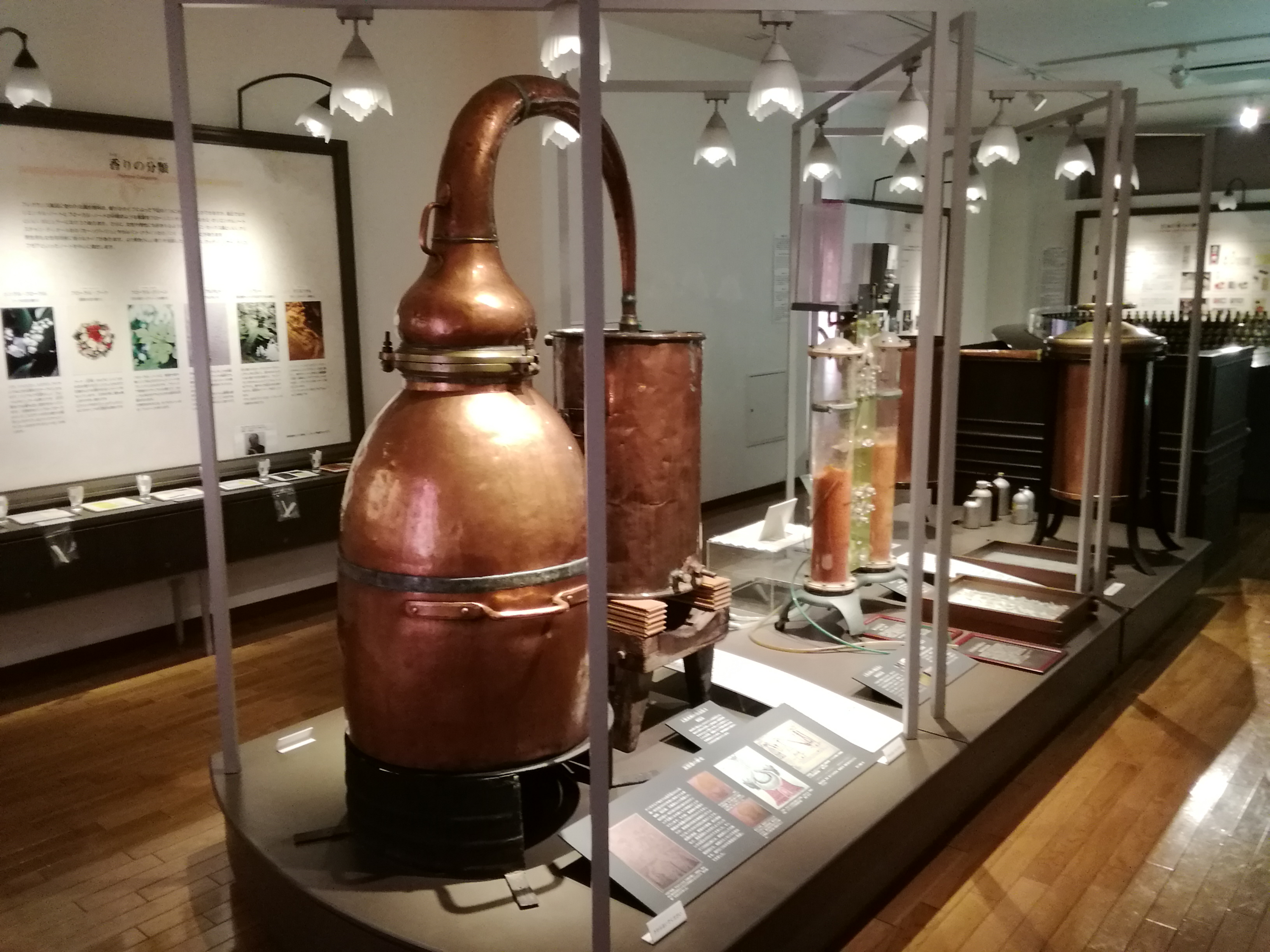
精油の蒸留に使われた、フランスの水蒸気蒸留装置
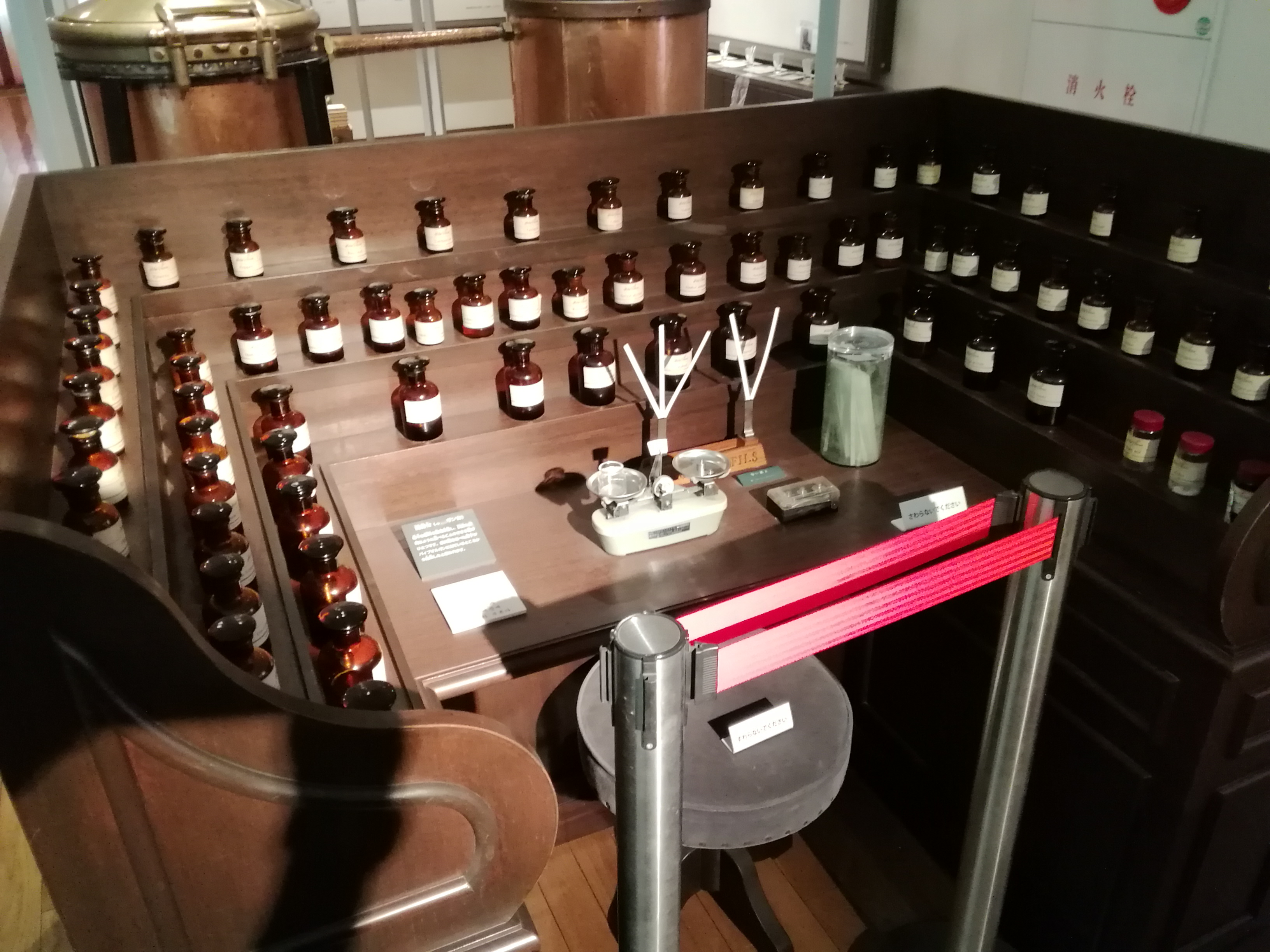
調香師が香りの調合を行った、「オルガン台」と呼ばれる作業空間

## 交通
- 日豊本線別府大学駅から鉄輪温泉方面に徒歩約10分。または、別府駅から亀の井バス別府大学経由鉄輪温泉方面行で「大石・大分香りの博物館」停留所下車。